# Castiarina kershawi
Castiarina kershawi es una especie de escarabajo del género Castiarina, familia Buprestidae. Fue descrita científicamente por Carter en 1924.